# Богородское благочиние (Балашихинская епархия)
Богородское благочиние — округ Балашихинской епархии Русской православной церкви, объединяющий приходы в пределах Богородского городского округа Московской области, включая независимые административные единицы на его территории (воинские части и поселения областного подчинения). В округе 21 приход (на 2011 год).
Приходы окормляют 42 священника (на 2010 год). Благочинный округа — протоиерей Марк Евгеньевич Ермолаев, настоятель Богоявленского собора в Ногинске (Богородске).

## Храмы благочиния
село Авдотьино

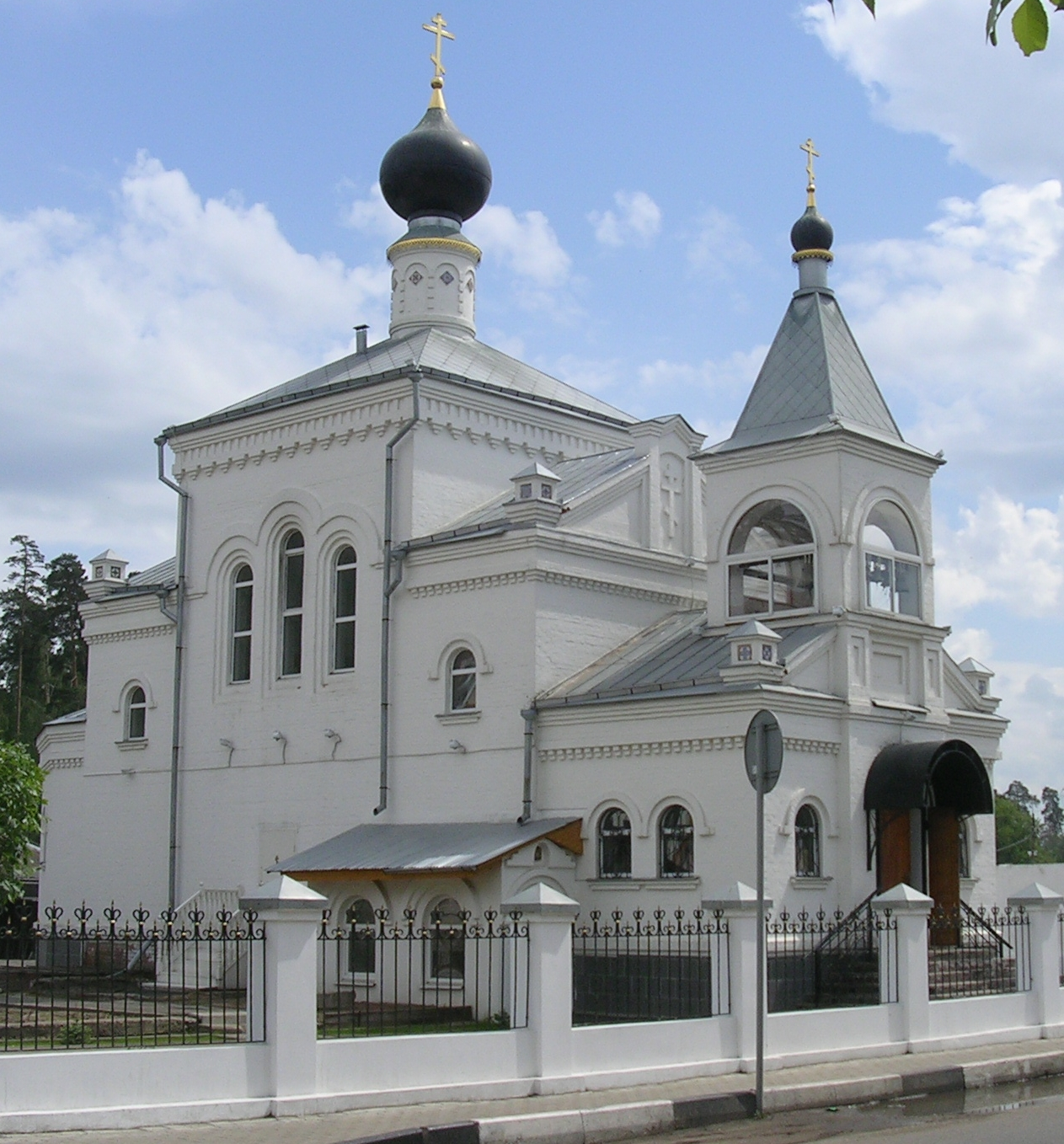
Константиновский храм в Ногинске

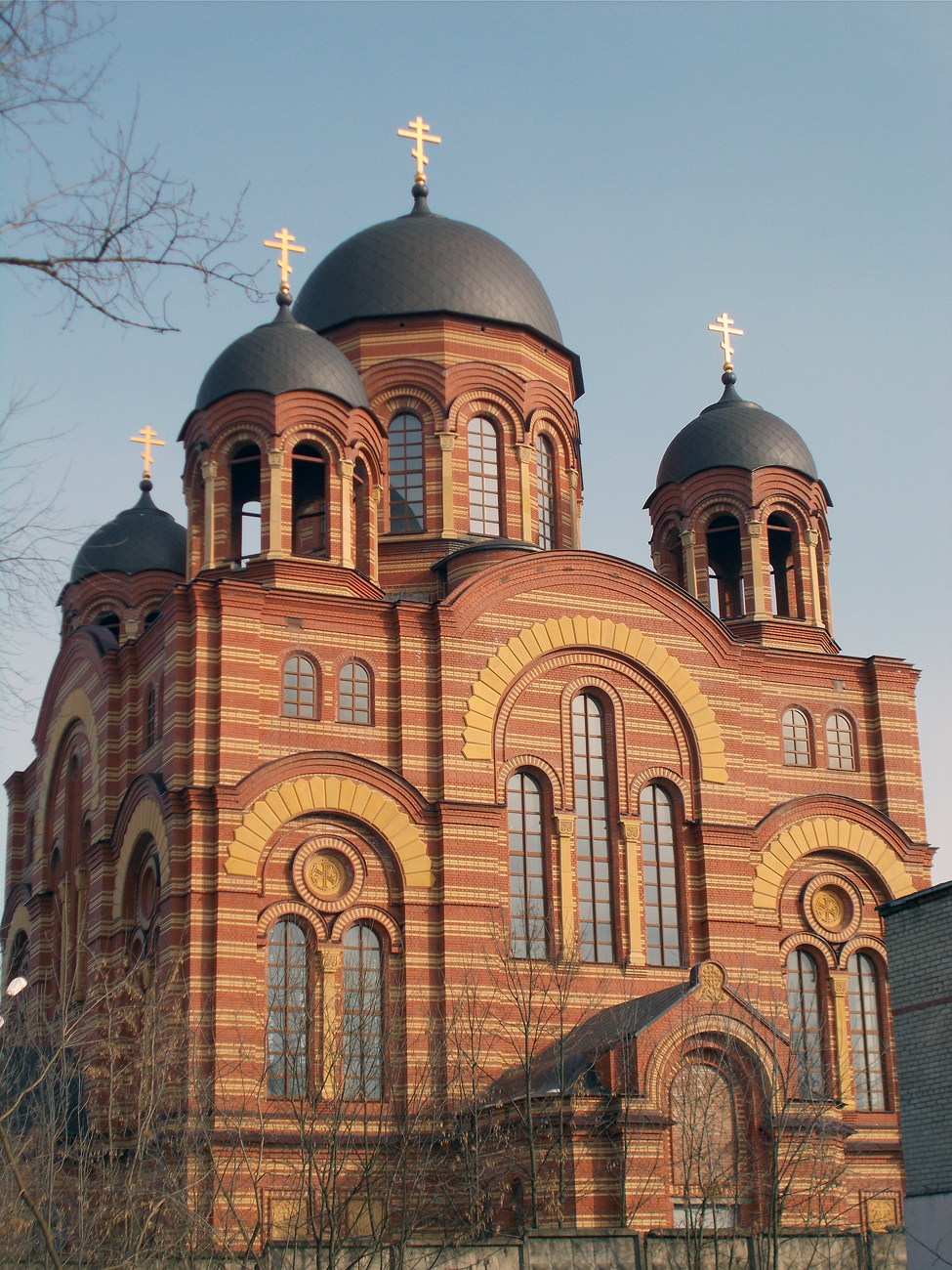
Вознесенский храм в Электростали

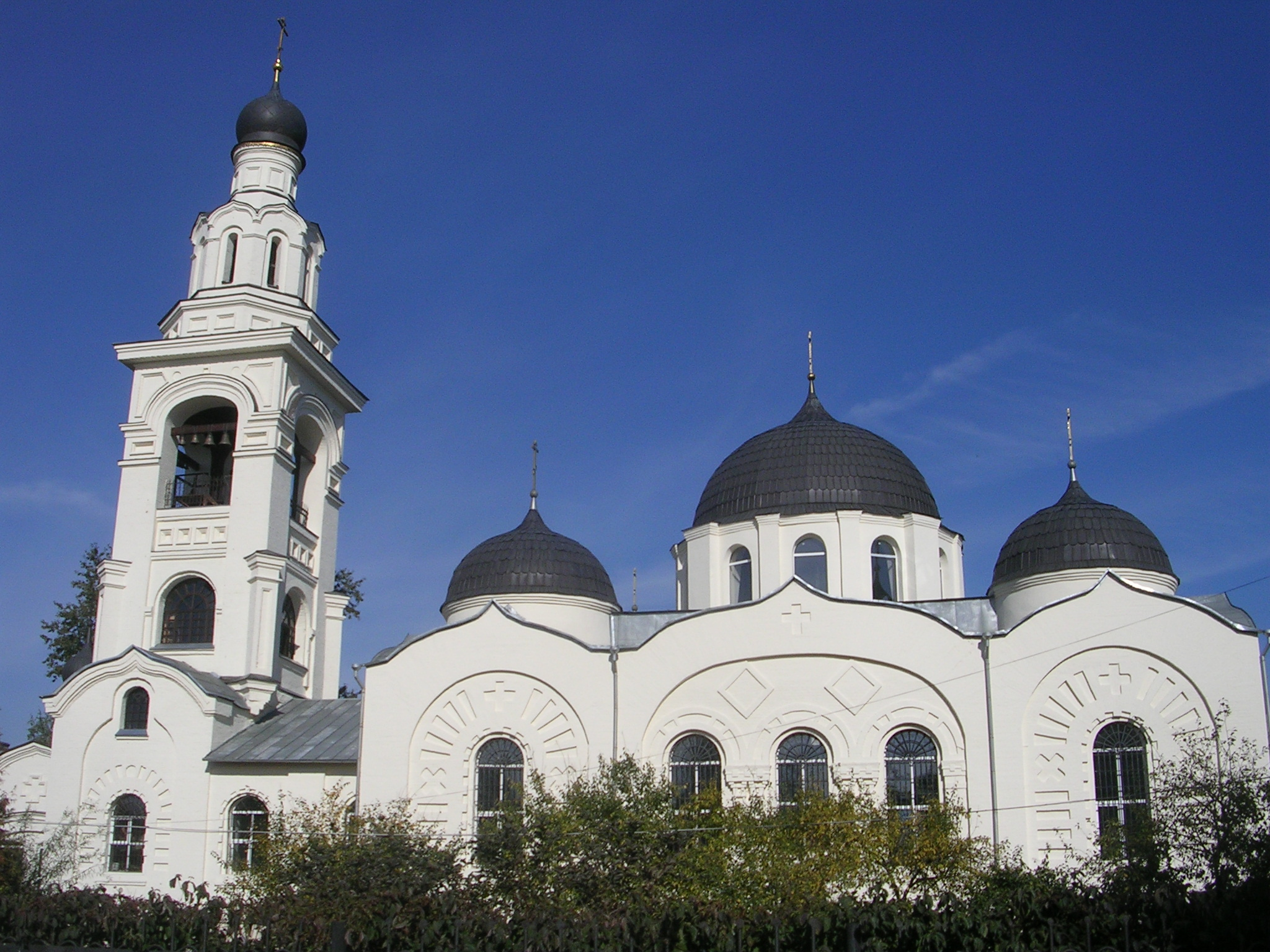
Троицкий храм в Электроуглях

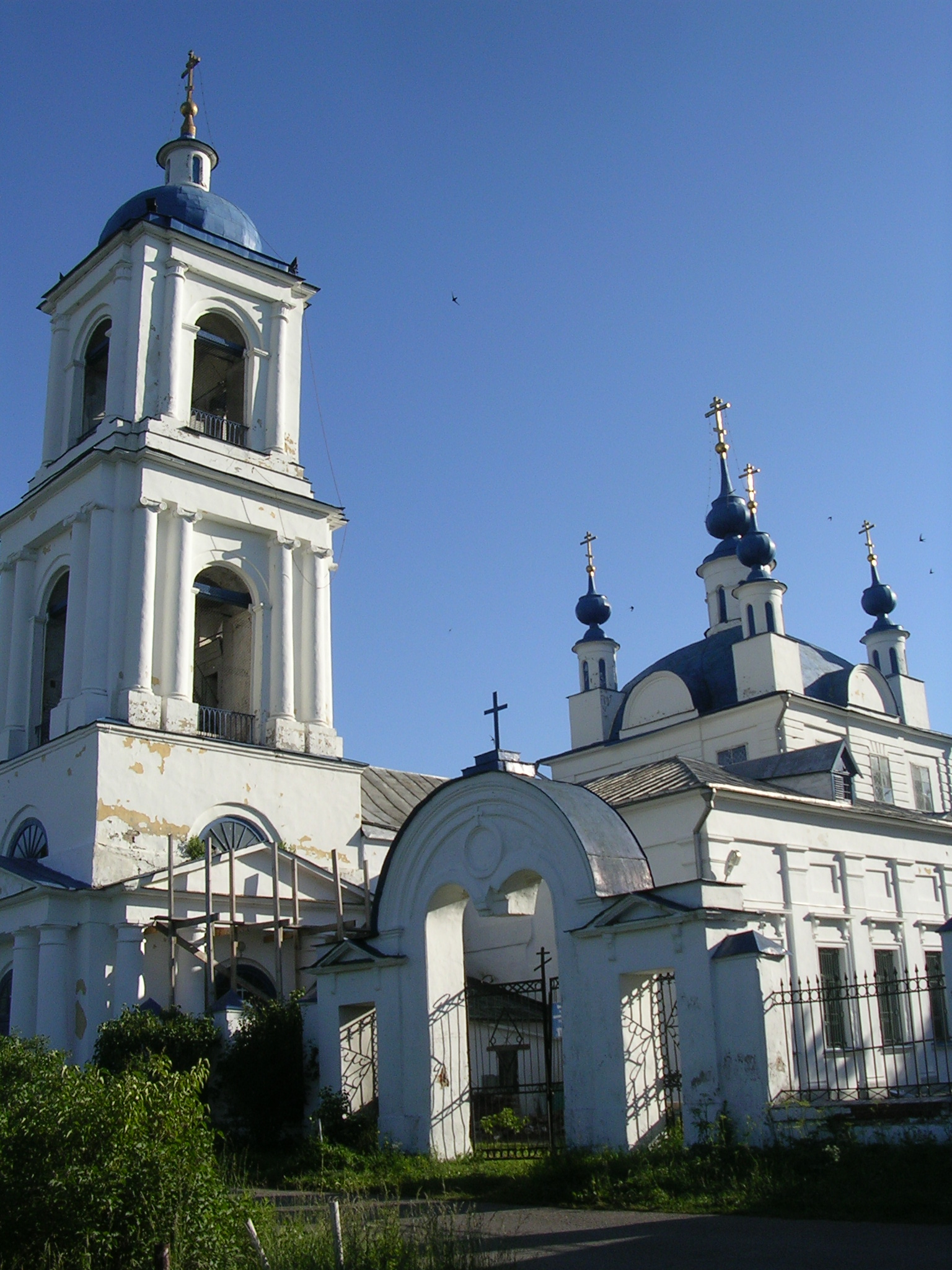
Ильинский храм в Мамонтове

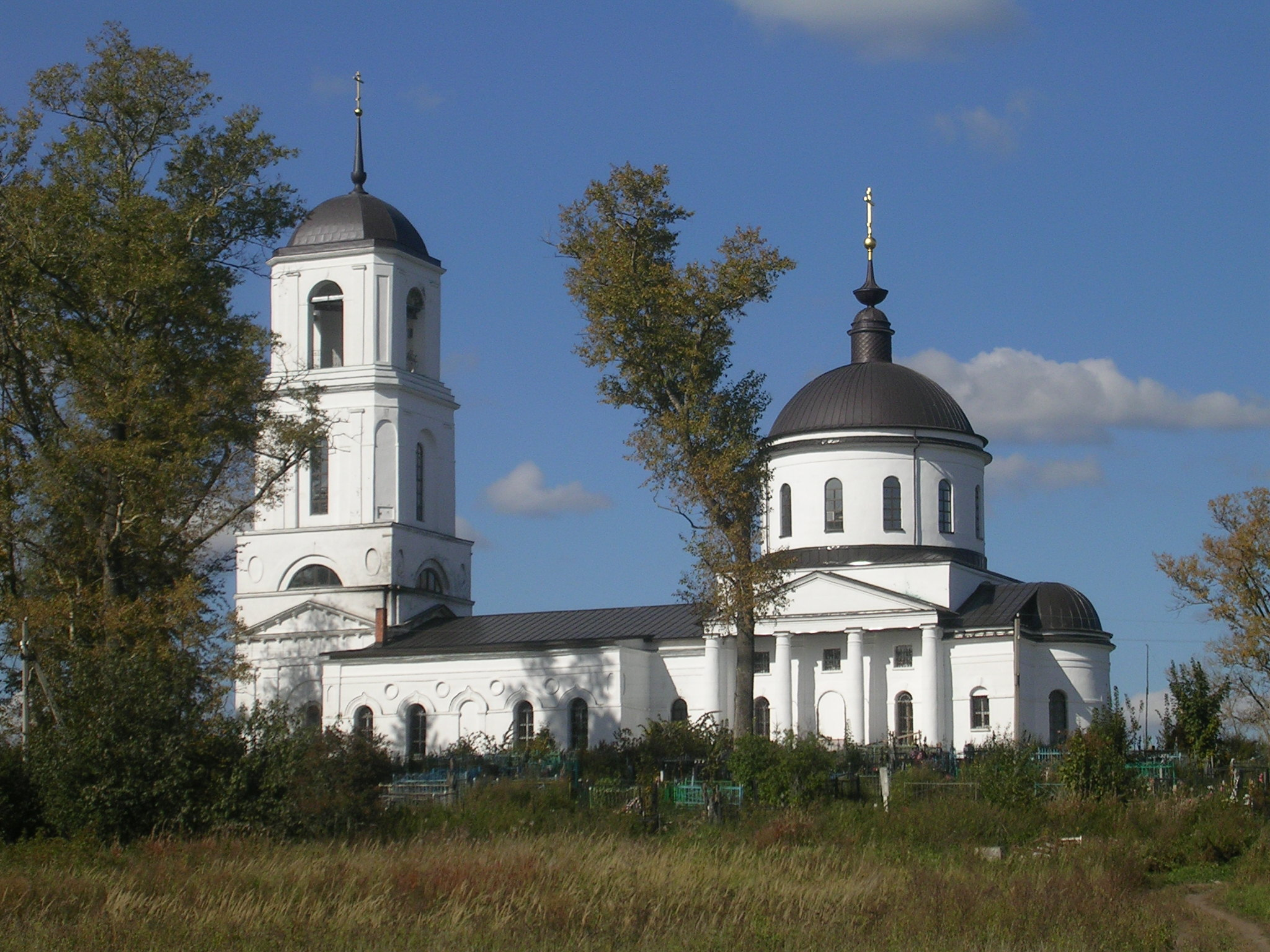
Сергия Радонежского в Новосергиеве

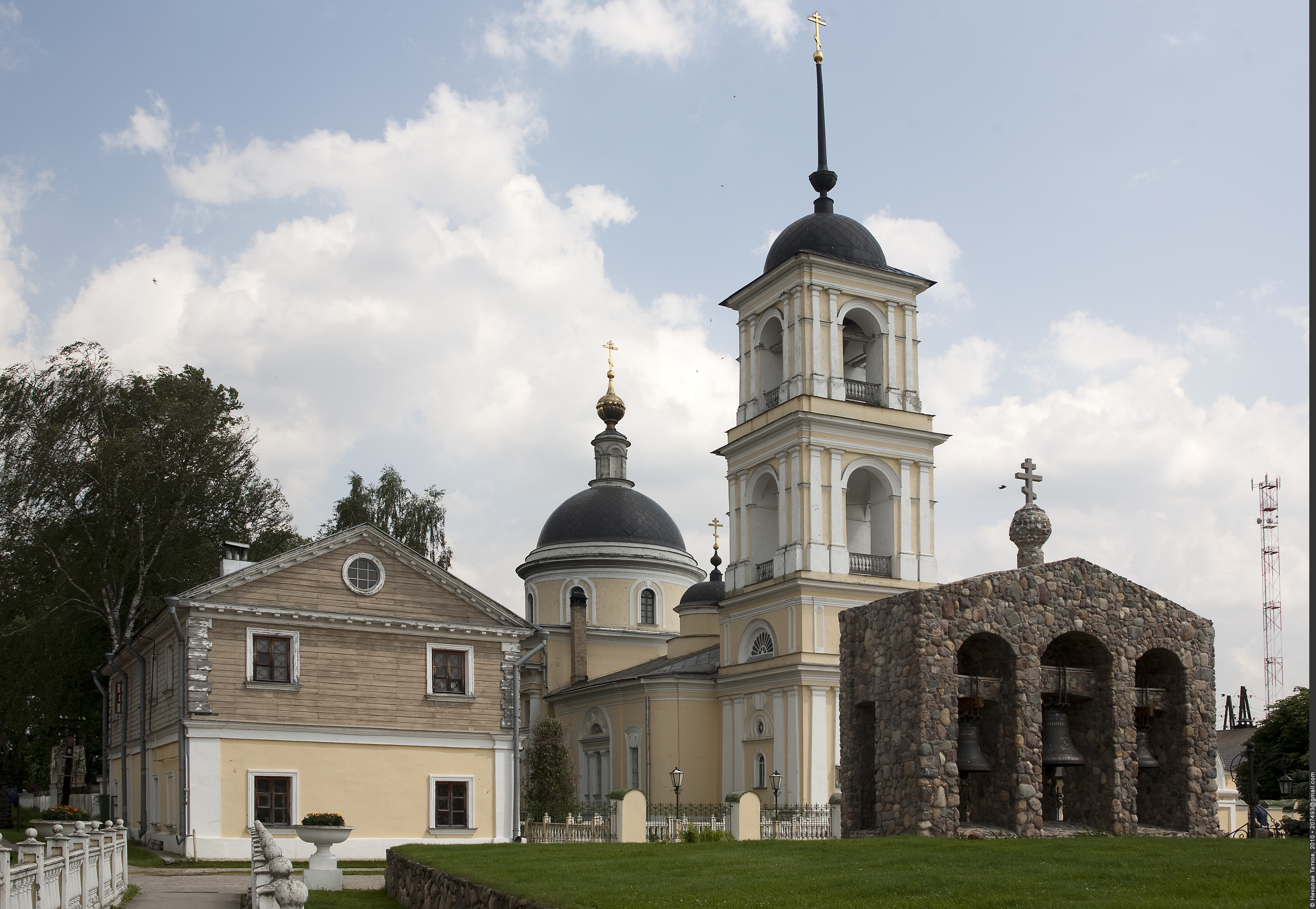
Покровский храм в селе Воскресенском

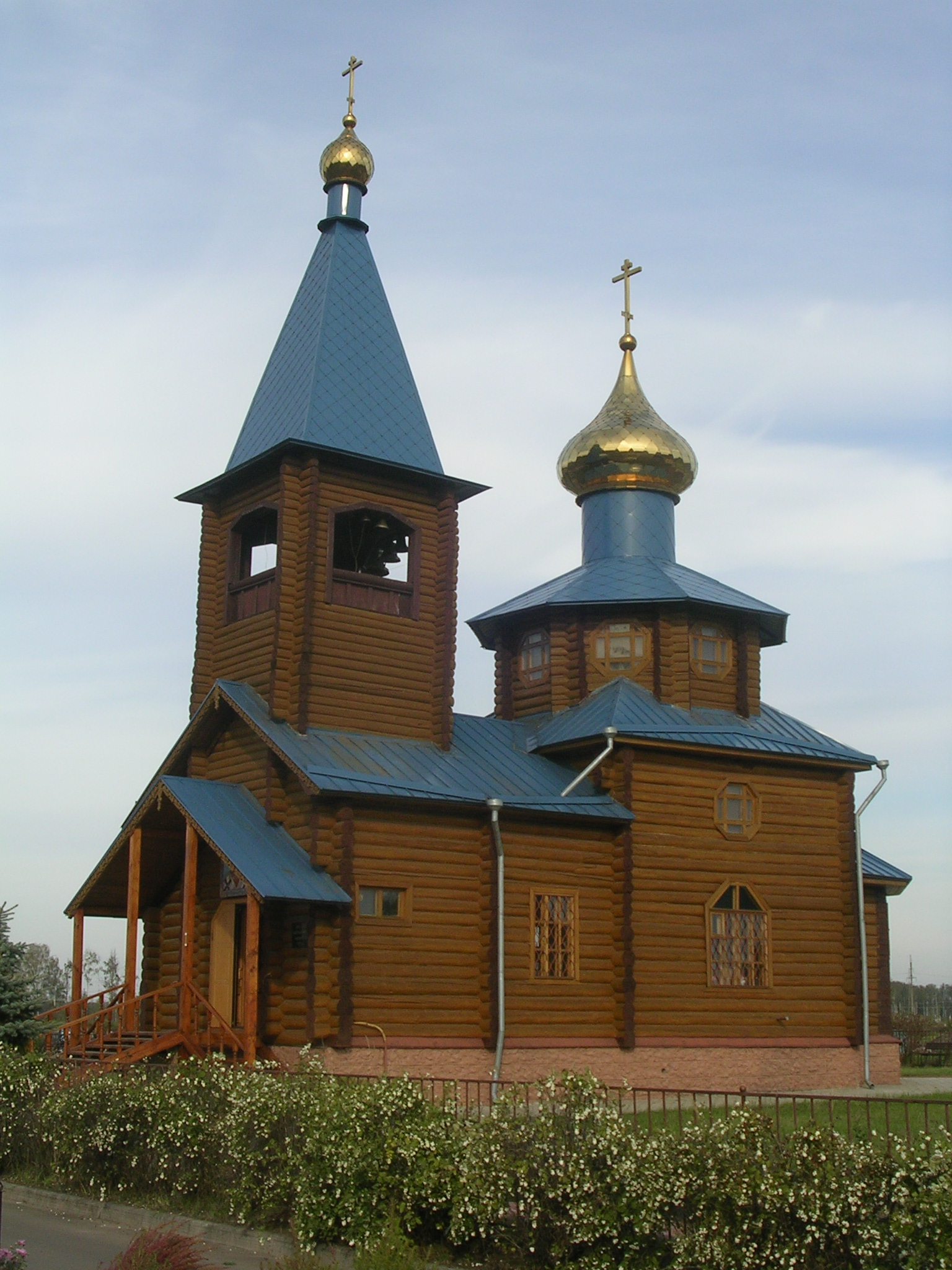
Никольский храм в Тимохове

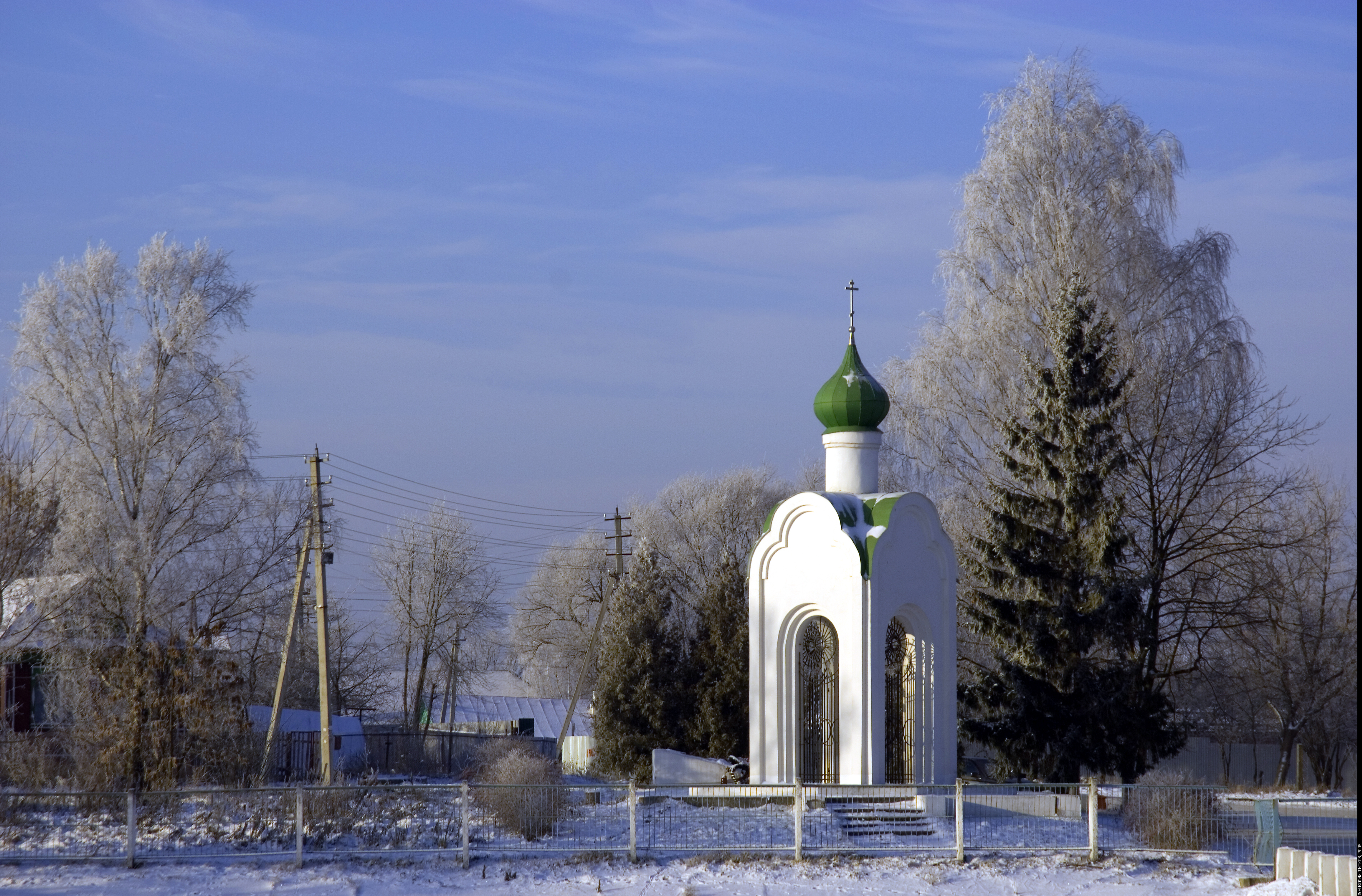
Георгиевская храм в Колонтаеве

- Николо-Берлюковская пустынь (1606)
  - Храм Христа Спасителя
  - часовня Святителя Николая
  - часовня Покрова Божией Матери

село Балобаново
- Храм Святой Троицы (1903)

село Бисерово
- Храм Богоявления (1814)

село Богослово
- Храм Успения Божией Матери (1853)
  - часовня Новомучеников и исповедников Российских (кладбище)

село Воскресенское
- Храм Покрова Пресвятой Богородицы (1833)
  - Храм Вознесения Христова

село Иванисово
- Казанский храм (1838)
  - часовня Чуда архистратига Михаила
  - часовня Воскресения Христова

село Ивановское
- Храм Святого Иоанна Предтечи (1903)

село Ивашево
- Храм Святой Троицы (1815)

село Кудиново
- Покровский храм (1835)
  - крестильный храм Иоанна Предтечи

село Макарово
- Храм Святителя и Чудотворца Николая (1881)
  - часовня Иверской иконы Божией Матери

село Мамонтово
- Ильинский храм (1820)
  - часовня Блаженной Матроны Московской
  - часовня Пророка Илии
  - часовня Святителя Николая

село Ново-Сергиево
- Храм Преподобного Сергия Радонежского

Ногинск
- Храм Успения Божией Матери (1756)
  - Храм Святого Благоверного князя Александра Невского (2009, Большое Буньково, в/ч № 19893 РХБЗ)
  - часовня Великомученика Георгия Победоносца
- Храм Тихвинской иконы Божией Матери (1846)
  - часовня Святителя Николая
  - часовня Преподобного Сергия Радонежского
- Богоявленский собор (1678)
  - Храм Священномученика Константина Богородского (микрорайон Октябрьский, Ногинск)
  - Строительство храма Блаженной Матроны (микрорайон Захарово, Ногинск)
  - Храм Святителя Николая (2002, Богородское кладбище, деревня Тимохово)
  - Храм Владимирской иконы Божией Матери (2001, спасательный центр МЧС)
  - Храм Мученицы Татианы (изолятор)
  - храм Святого Благоверного князя Александра Невского
  - часовня-храм Тихвинской иконы Божией Матери Тихвинская (часовня при Богоявленском соборе)
  - часовня памяти павших в Великой Отечественной войне на городской площади Победы
  - часовня Святителя Николая (микрорайон Глухово)
  - часовня Святителя Николая
- Храм Смоленской иконы Божией Матери (1902, часовня на городском кладбище)
- Храм Святой блаженной Матроны Московской (2010)

Ногинск-9
- Храм Святого благоверного князя Александра Невского (1996)

посёлок Обухово
- Храм Петра и Павла (1757)
  - часовня Блаженной Матроны Московской
  - часовня Казанской иконы Божией Матери

город Старая Купавна
- Храм Святой Троицы (1751)
  - часовня Великомученика Георгия Победоносца
  - Храм святого Луки, архиепископа Крымского (при Купавинской городской больнице)
  - Часовня Всех Святых на Старокупавинском кладбище
  - Часовня блаженной Ксении Петербургской

село Стромынь
- Храм Успения Божией Матери (1827)
  - часовня кладбищенская
  - часовня Великомученика Георгия Победоносца

Черноголовка
- Храм Великомученика Пантелеимона (больничный) (1998)

Электросталь
- Храм Вознесения Господня (основан 1990, строится на 2010)
  - храм Преподобного Андрея Рублёва
  - храм Великомученика Пантелеимона (1998, больница)
  - храм Праведного Иоанна Кронштадтского
  - часовня Архангела Михаила

Электроугли
- Храм Святой Троицы (1897)
  - храм Казанской иконы Божией Матери (часовня на роднике)
  - часовня Святого благоверного князя Александра Невского

село Ямкино
- Храм Рождества Христова (1826)
  - часовня Казанской иконы Божией Матери[1]

## Современная жизнь
- При Богоявленском соборе:
  - Поддерживается программа преподавания ОПК, проводятся беседы в школах и детских садах.
  - Печатается православная газета и ведутся ежедневные программы на Ногинской радиостанции.
  - Организованы благотворительные группы, в рамках которых с помощью и подарками посещаются больницы, детские приюты, изолятор, дома инвалидов и престарелых.
  - Организована группа «Трезвление».
  - Действуют постоянные детская воскресная школа, и школа для взрослых.
  - Есть художественно-иконописная мастерская, проводятся занятия.
  - Для обучения и воспитания детей создана православная гимназия и детский сад.
  - Проводятся паломнические поездки.
  - Организуются молодёжные туристические и спортивные лагеря.
  - Есть православные библио, аудио и видеотека.
  - Работает благотворительная столовая для малоимущих.
- Приход Вознесенского храма в Электростали:
  - Православная гимназия.
  - Воскресная школа.
  - Группа милосердия посещающая больницы, детский дом, поддерживающая бездомных и престарелых.
  - Поддерживается церковная жизнь слабослышащих.
  - Паломническая служба.
- Приход Троицкого храма в Электроуглях:
  - Детская воскресная школа.
  - Библиотека.
- При Успенском храме в Ногинске организован православный детский дом. Приход села Воскресенское попечительствует детскому дому «Светлячок».
- Приходом села Ивановское организована православная библиотека.

## Канцелярия
Московская область, Ногинский район, г. Ногинск, ул. Рабочая, д. 16-а, Богоявленский храм. Телефон (8496) 511-23-32, 514-33-71. Секретариат работает с 8:00 до 17:00.

## Монастырское подворье

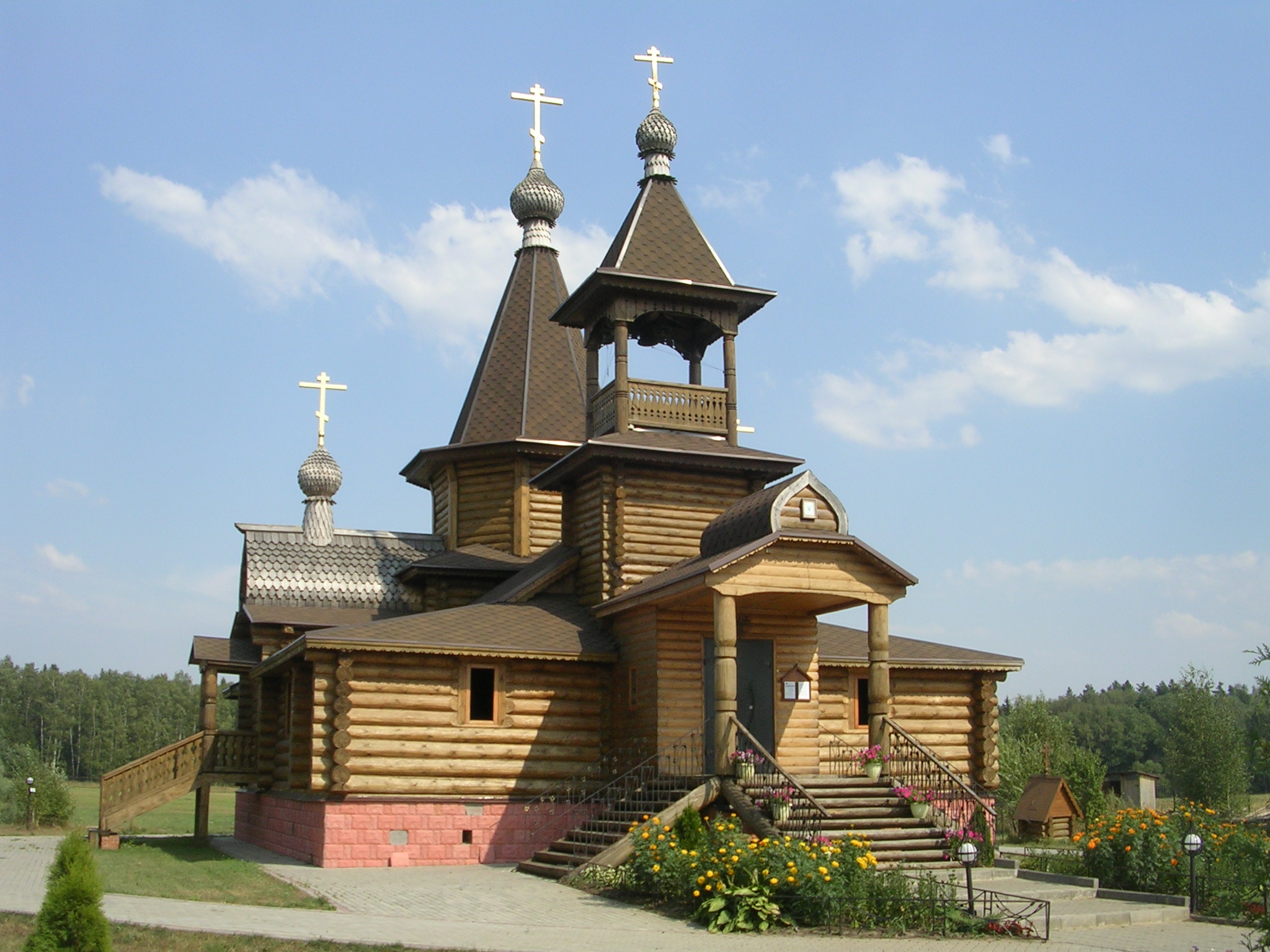
Храм Спорительницы Хлебов в Молзино

Около деревни Молзино действует одно из подворий Саввино-Сторожевского монастыря. В деревянном храме иконы Божией Матери «Спорительница хлебов», построенном в 2001 году, совершаются литургии по праздникам.